# Vadencourt, Aisne
Vadencourt är en kommun i departementet Aisne i regionen Hauts-de-France i norra Frankrike. Kommunen ligger  i kantonen Guise som ligger i arrondissementet Vervins. År 2022 hade Vadencourt 511 invånare.

## Befolkningsutveckling
Antalet invånare i kommunen Vadencourt
Referens: INSEE